# عشق بزرگ (فیلم)
عشق بزرگ فیلمی به کارگردانی و نویسندگی محمدعلی جعفری محصول سال ۱۳۴۰ است.

## خلاصه داستان
دختری که عاشق مرد جوان و ثروتمندی است به خاطر جلوگیری از اختلاف مرد جوان و خانواده‌اش، او را ترک می‌کند...

## بازیگران
- محمدعلی جعفری
- شهلا
- رفیع حالتی
- حیدر صارمی
- سهیلا